# Chalchiuhtlicue

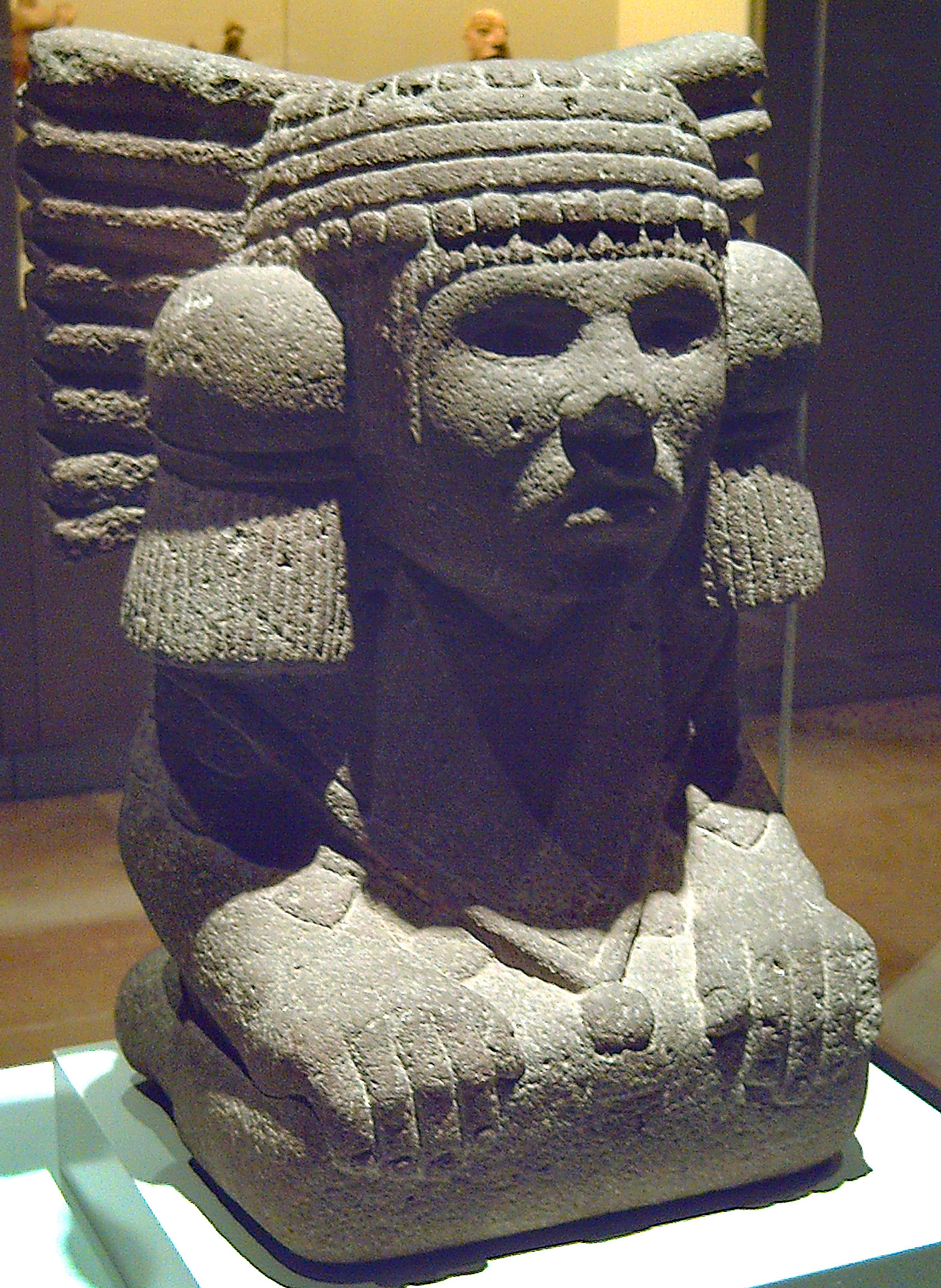
Sculpture de Chalchiuhtlicue (Musée d'Amérique, Madrid).

Chalchiutlicue (nom nahuatl signifiant « celle qui porte une jupe de jade » et orthographié également Chalciuhtlicue, Chalcihuitlicue ou Chalchiuhtilicue) est une déesse des rivières, des lacs, la protectrice des naissances et des rituels de la mythologie aztèque.

## Mythologie
Elle est l'épouse de Tlaloc et est avec lui la mère de Tecciztecat et règne sur le Tlalocan. Sous sa forme aquatique, elle est connue sous le nom de Acuecucyticihuati, déesse des océans, des rivières et des autres formes de cours d'eau, ainsi que protectrice des femmes en travail.
Elle est aussi parfois citée comme épouse de Xiuhtecuhtli, et quelquefois associée à Matlalcueitl, une déesse de la pluie.
Elle pouvait faire apparaître les ouragans et les tourbillons de vent et causer la mort par noyade. 
Elle était associée à la treizaine « 1-roseau ».

## Représentation

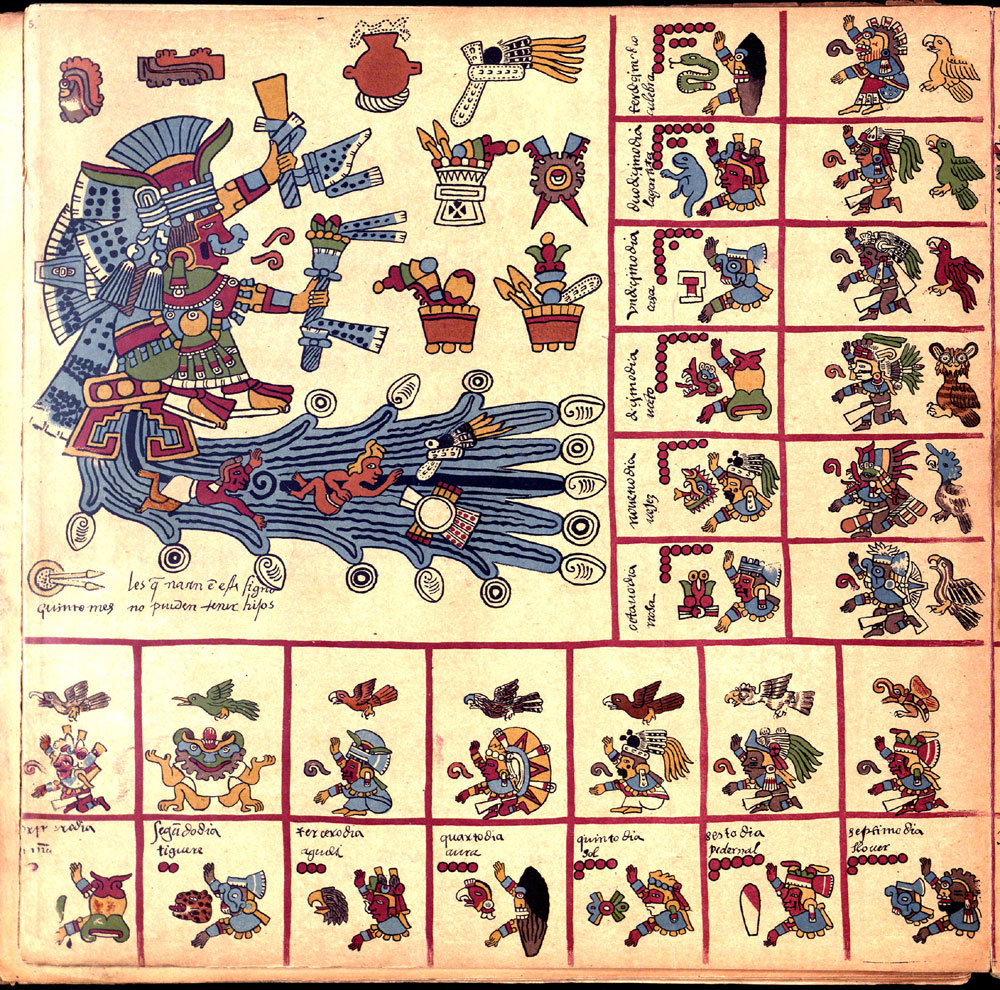
Représentation de Chalciuhtlicue dans le Codex Borbonicus (page 5).

En art, Chalciuhtlicue est généralement représentée vêtue d'ornements de papier amatl ou en turquoise dont les couleurs vertes et bleues renvoient à son nom, et une jupe bleue ornée de coquillages. Ses cheveux sont ornés de bandes bleues et blanches. Dans quelques scènes, des bébés sont visibles dans un flux d'eau issu de ses jupes. Elle est quelquefois symbolisée par une rivière.
Elle figure dans de nombreux manuscrits dont le Codex Borgia (images 11 et 650), le Codex Borbonicus (page 5), le Codex Ríos (page 17) et le Codex de Florence (image 11).
En sculpture, elle est souvent sculptée dans une pierre verte, le plus souvent un jade. On l'invoquait au moment de la naissance d'un enfant pour le laver des péchés de ses parents, l'eau jouant ici un rôle purificateur. Elle est la patronne des pêcheurs du golfe du Mexique et des fabricants de produits de caoutchouc.

## Héritage

### Monuments

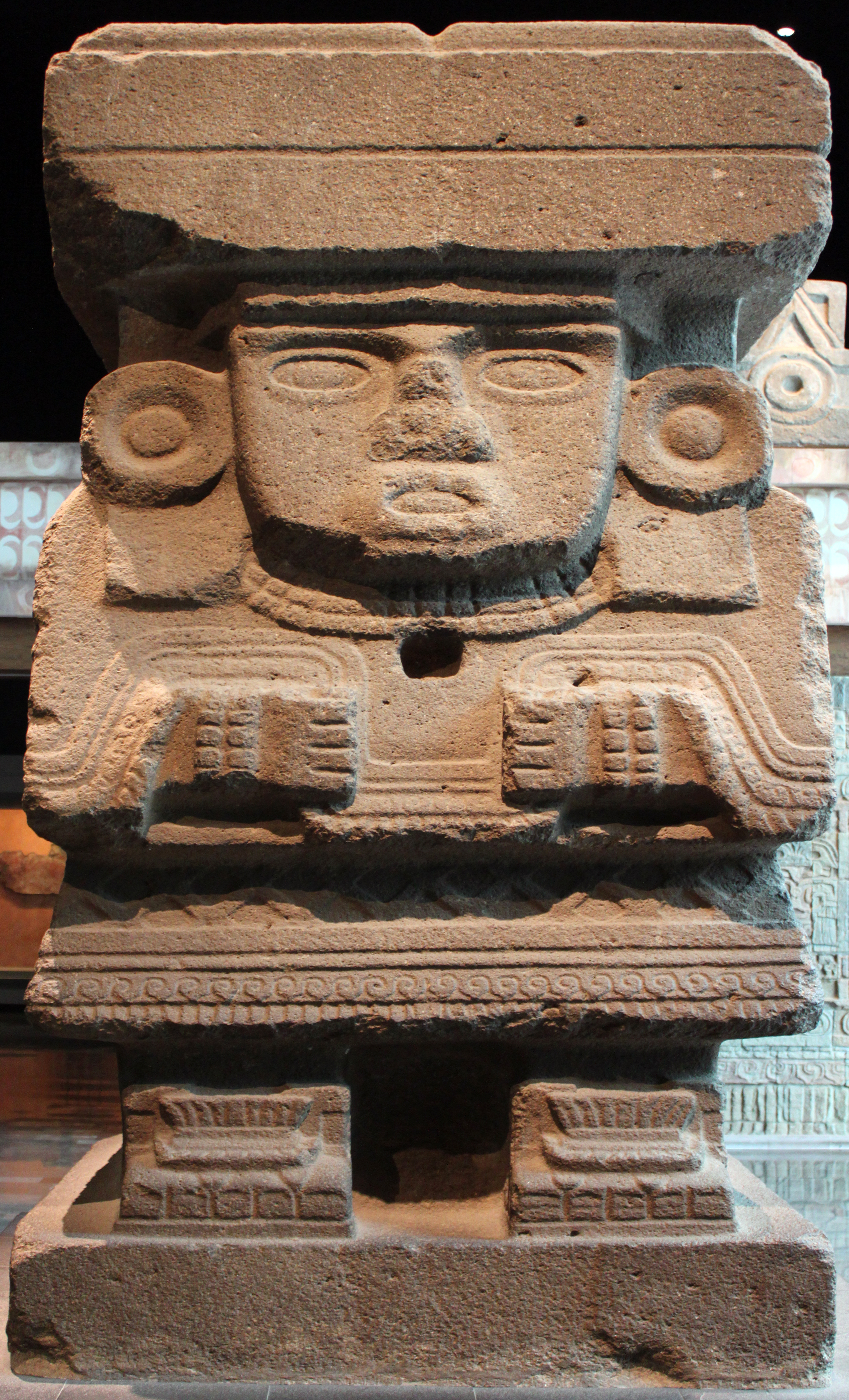
Statue monumentale, connue sous le nom de ou de statue de la Grande Déesse.

Une sculpture monumentale connue sous le nom de monolithe de Chalchiuhtlicue (es) est exposée au musée national d'anthropologie de Mexico.
Une représentation contemporaine de Chalchiuhtlicue est installée sur une fontaine dans le parc Monbijou à Berne le 20 février 2022. Elle commémore 75 ans de relations diplomatiques entre le Mexique et la Confédération suisse.